# Ösenhalsring

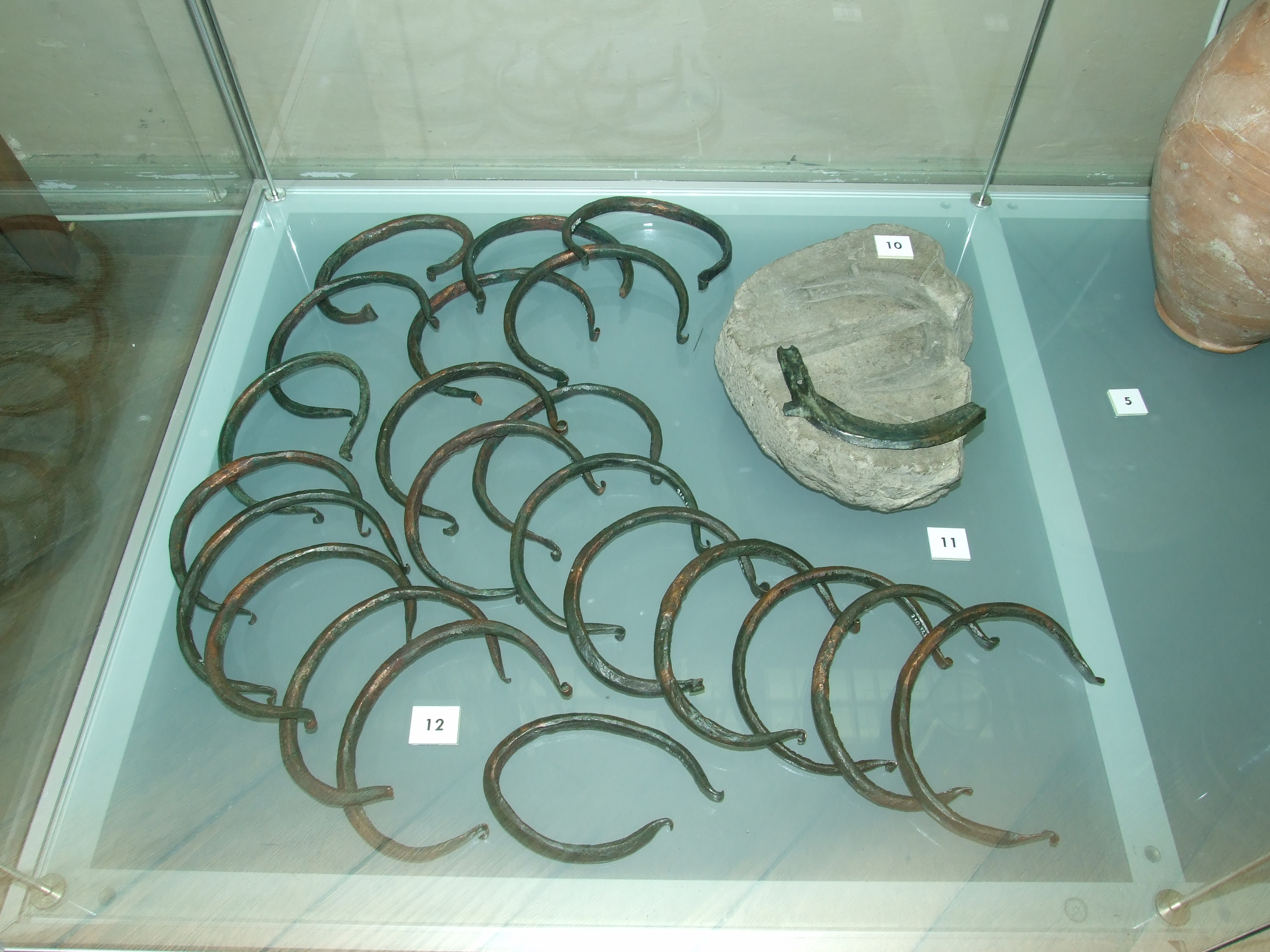
Böhmische Halsringe

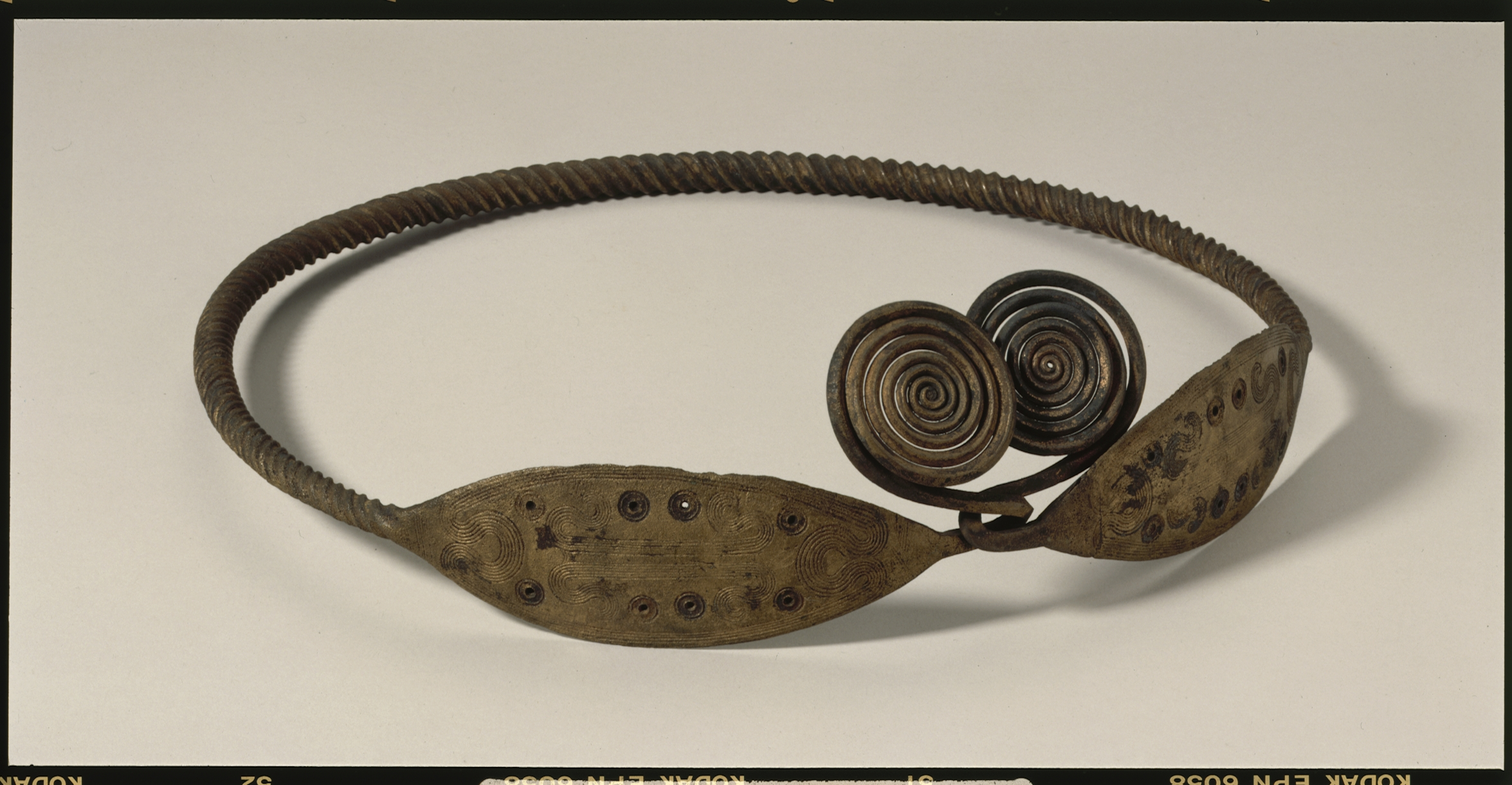
Halsring von Løve Mark

Der Ösenhalsring ist eine archäologische Fundgattung der Bronzezeit. Er ist aus Bronze gegossen, oval bis rund geformt mit einem dickeren Mittelteil und dünn-auslaufenden Enden, die zu einer Öse umgebogen sind und sich ineinander einhaken lassen. Die Durchschnittsdicke kann variieren, wird aber meist als „normal“ oder „massiv“ unterschieden. Dies scheint eine relative Normierung darzustellen und damit möglicherweise den Versuch eines einheitlichen Gewichtsmaßes, weshalb die Ringe auch als eine Art Währung angesehen werden. Im Unterschied zu den Ösenhalsringen haben Torques, die überwiegend als Schmuck und Rangzeichen getragen wurden, keine Ösen an den Enden.
Der überwiegende Teil der gefundenen Ringe stammt aus Depotfunden im gesamten Verbreitungsbereich bronzezeitlicher Kulturen. Diese Depots werden oftmals als Händlerdepots interpretiert, da sie zum Teil mehr als 100 Exemplare enthalten und die Deponierung meist reversibel angelegt war, also so, dass die Gegenstände wieder ausgegraben werden konnten. Dadurch unterscheiden sie sich von irreversiblen rituellen Deponierungen.
Seltener wurden sie mit ins Grab gegeben, wo gelegentlich die In-situ-Lage im Halsbereich der bestatteten Person zeigte, dass die Ringe auch als Schmuck getragen wurden.